# Montseny (ort)
Montseny är en ort i Spanien.   Den ligger i provinsen Província de Barcelona och regionen Katalonien, i den östra delen av landet, 500 km öster om huvudstaden Madrid. Montseny ligger 881 meter över havet och antalet invånare är 318.
Terrängen runt Montseny är kuperad åt sydväst, men åt nordost är den bergig. Runt Montseny är det ganska glesbefolkat, med 43 invånare per kvadratkilometer. Närmaste större samhälle är Granollers, 19,0 km sydväst om Montseny. I omgivningarna runt Montseny växer i huvudsak blandskog.